# 吉泉秀男
吉泉 秀男（よしいずみ ひでお、1948年7月28日 - 2018年6月15日）は、日本の政治家。社会民主党所属の衆議院議員（1期、2009年9月 - 2012年12月）。山形県議会議員（3期、1997年2月 - 2007年4月）。

## 経歴
1948年に山形県東田川郡余目町大字余目字町（現庄内町余目字町）で生まれる。1972年3月に山形県立酒田商業高等学校を卒業し、余目町役場に入所。
1989年9月に山形県議会議員選挙補欠選挙に立候補するが落選。以後3回立候補するが、いずれも落選している。1997年2月の山形県議会議員選挙補欠選挙で初当選。2007年4月の山形県議会議員選挙で落選するまで3期務めた。
2008年7月に山形3区の社民党公認候補者に認定。2009年8月30日実施の第45回衆議院議員総選挙では、民主党と国民新党の推薦を受けたが、自由民主党前職である加藤紘一に敗れた。しかし、比例東北ブロックにおいて同党比例名簿登載者の中で惜敗率でトップ（61.6%）となり、復活当選した。その後、2012年12月の第46回衆議院議員総選挙で落選。
2018年6月15日21時56分、胃がんのため、山形県酒田市の病院で死去。69歳没。叙従六位、旭日小綬章追贈。

## 政策・主張
- TPPへの参加に反対[7]。
- 女性宮家の創設に賛成[7]。
- 政党への企業献金を禁止するべきとしている[7]。